# Oospira splendens
Oospira splendens is een slakkensoort uit de familie van de Clausiliidae. De wetenschappelijke naam van de soort is voor het eerst geldig gepubliceerd in 2005 door Nordsieck.

## Ondersoorten
- Oospira splendens amphicola H. Nordsieck, 2016
- Oospira splendens splendens H. Nordsieck, 2005